# Lecomte
Lecomte is een achternaam van Franse oorsprong. 

## Personen
- Benjamin Lecomte (1991), Franse voetballer
- Carine Lecomte (1960), Belgische politica
- Emile Lecomte (1866 - 1938), Belgische kunstschilder
- Jean-François Lecomte (1968), Belgische voetballer
- Jean-Jules-Antoine Lecomte du Noüy (1842 - 1923), Franse kunstschilder en beeldhouwer
- Loana Lecomte (1999), Franse wielrenster
- Manu Lecomte (1995), Belgische basketballer
- Marcel Lecomte (1900 - 1966), Belgische surrealistische dichter
- Raphaël Lecomte (1988), Franse voetballer